# Bratřejovka
Die Bratřejovka ist ein linker und zugleich der größte Nebenfluss der Lutoninka in Tschechien.

## Geographie
Die Bratřejovka entspringt bei der Ansiedlung Rudovňa am nördlichen Fuße des Svéradov (737 m) am Hauptkamm der Vizovická vrchovina. Ihr Lauf führt anfänglich nach Nordwesten, dann gegen Südwesten zwischen Bratřejov und Ublo hindurch, und an Za Hájem und Lhotsko vorbei, nach Vizovice, wo der Bach am Schloss in die Lutoninka mündet.
Die Bratřejovka hat eine Länge von 10,8 Kilometern. Ihr Einzugsgebiet umfasst 32,1 km².
Zwischen Ublo und Pozděchov führt die Trasse der unvollendeten Baťa-Bahn entlang des Flüsschens.

## Zuflüsse
- Dubovský potok (l), bei Lhotsko
- Slatinský potok (l), Vizovice
- Želechovský potok (l), Vizovice